# Cyclocephala rufonigra
Cyclocephala rufonigra är en skalbaggsart som beskrevs av Demay 1838. Cyclocephala rufonigra ingår i släktet Cyclocephala och familjen Dynastidae. Inga underarter finns listade i Catalogue of Life.